# Gruni, Timiș
Gruni este un sat în comuna Belinț din județul Timiș, Banat, România.
Se situează în zona de centru-est a județului Timiș, la circa 15 km nord de municipiul Lugoj. Se învecinează cu Belinț la est-sud-vest, Coșteiu la sud-est și Păru și Țipari la est.

## Legături externe

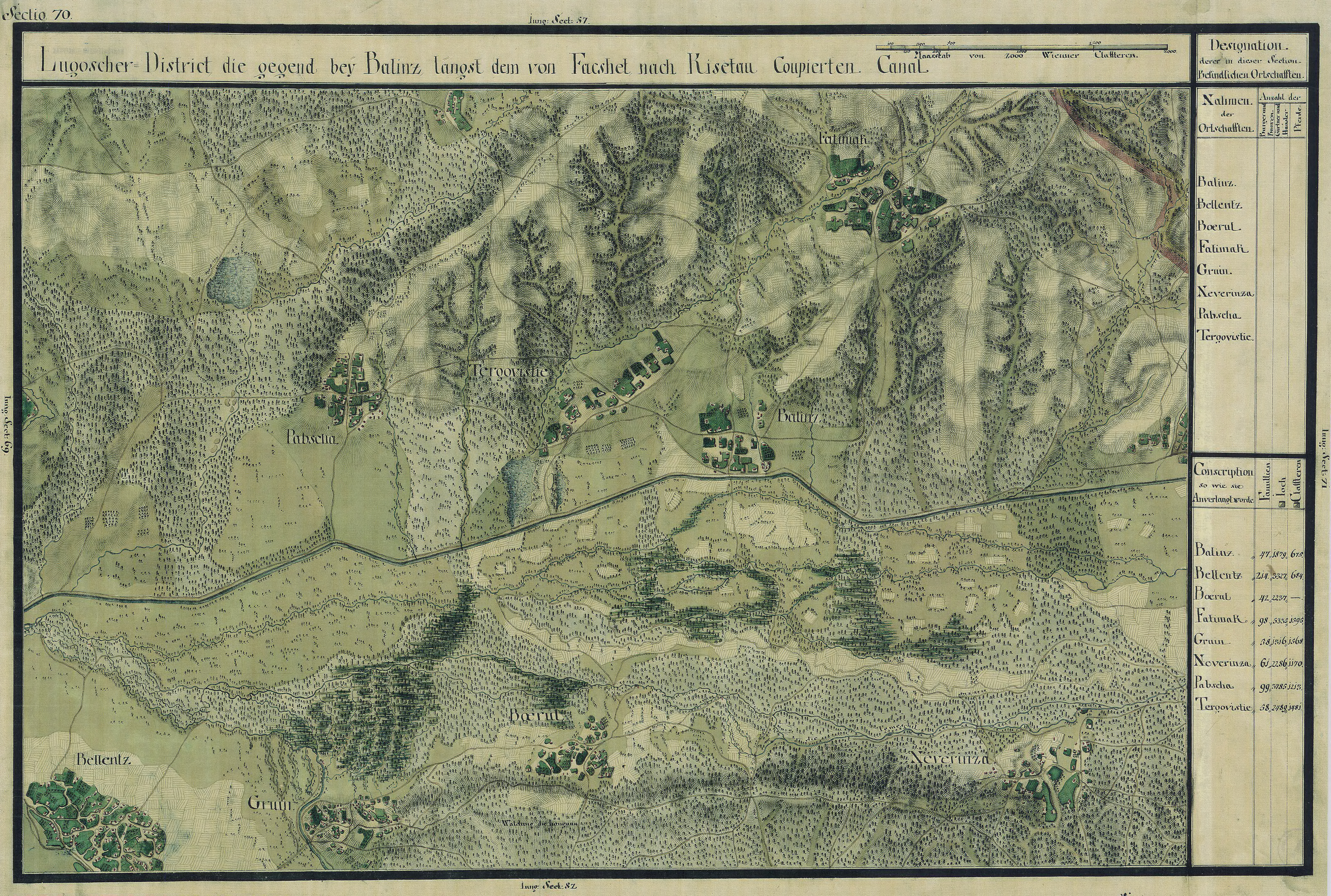
Gruni în Harta Iosefină a Banatului, 1769-72